# Uraspis
Uraspis – rodzaj ryb z rodziny ostrobokowatych.

## Klasyfikacja
Gatunki zaliczane do tego rodzaju:

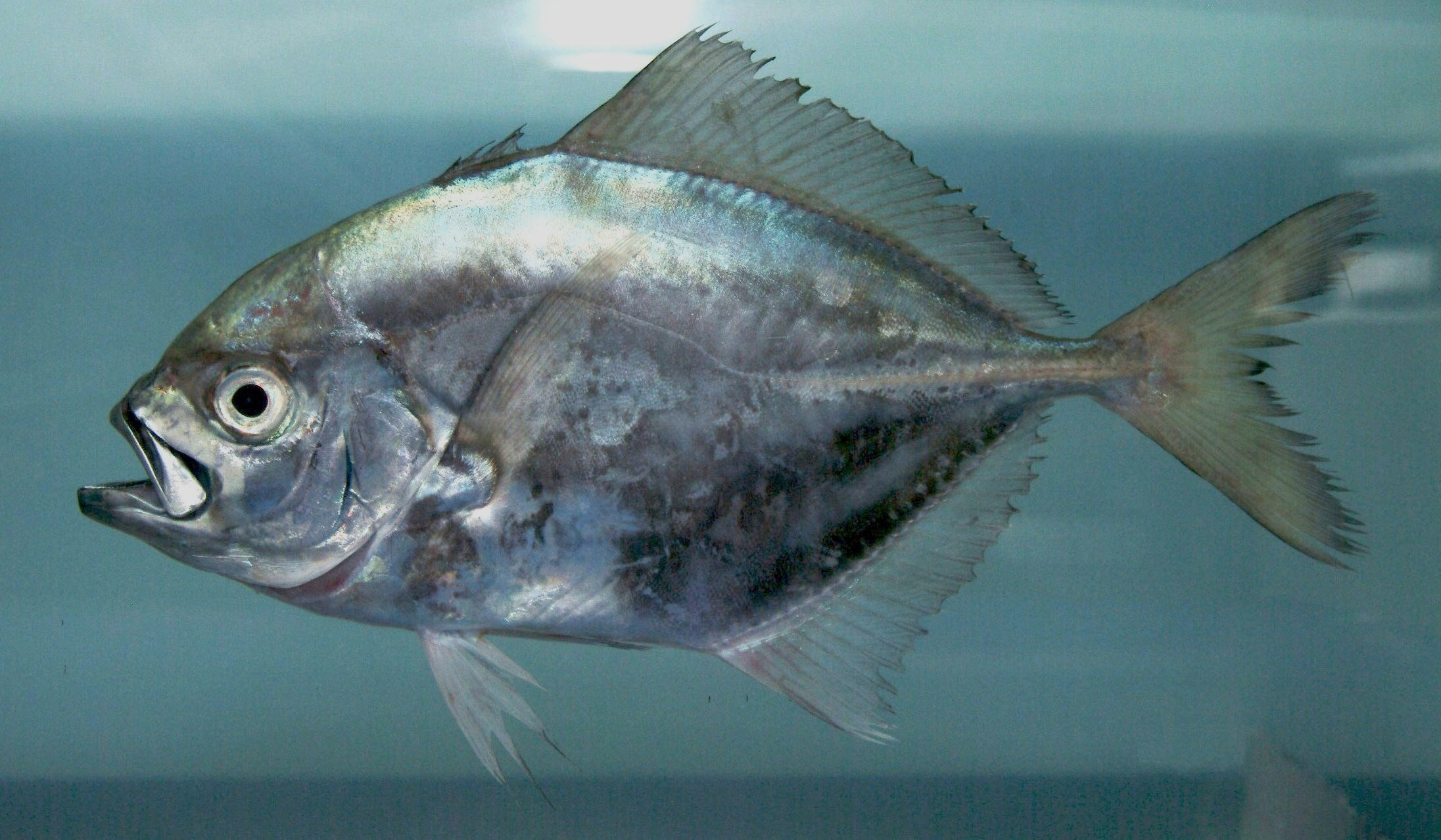
Uraspis helvola
- Uraspis secunda
- Uraspis uraspis

- Uraspis secunda